# Nils Berglund (jurist)
Nils Emil Berglund, född 27 februari 1912 i Hössna socken, död 2 september 1997, var en svensk jurist som var lagman i Uddevalla tingsrätt från 1971 till 1979.
Berglund blev juris kandidat vid Uppsala universitet 1937 och blev fiskal i Göta hovrätt 1941. Han var tingsdomare i Vättle, Ale och Kullings domsaga 1950-1959, tjänstgjorde vid Justitiekanslern 1953-1960 och blev hovrättsråd vid hovrätten för Västra Sverige 1959. Han var häradshövding i Sunnervikens domsaga från 1961 och var lagman i Uddevalla tingsrätt 1971-1979.
Berglund var son till domprost Emil Berglund och hans maka Ellen, född Mysten. Han var från 1952 gift med Solveig, född Lundgren 1918.